# يو إف سي على فوكس: تيكسيرا ضد إيفانز
يو إف سي على فوكس: تيكسيرا ضد إيفانز (بالإنجليزية: UFC on Fox: Teixeira vs. Evans)‏ هو حدث لفنون القتال المختلطة نظمته يو إف سي، أُقيم في 16 أبريل 2016، على أمالي أرينا في تامبا، فلوريدا، الولايات المتحدة.